# Notre-Dame-de-Mésage
Notre-Dame-de-Mésage – miejscowość i gmina we Francji, w regionie Owernia-Rodan-Alpy, w departamencie Isère.
Według danych na rok 1990 gminę zamieszkiwało 1297 osób, a gęstość zaludnienia wynosiła 286 osób/km² (wśród 2880 gmin regionu Rodan-Alpy Notre-Dame-de-Mésage plasuje się na 642. miejscu pod względem liczby ludności, natomiast pod względem powierzchni na miejscu 1554.).